# Nicolás Redondo Urbieta
Nicolás Redondo Urbieta (Barakaldo, Biscaia, 16 de juny de 1927 - Madrid, 4 de gener de 2023) fou un sindicalista i polític espanyol.

## Biografia
Va ser fill de Nicolás Redondo Blanco, destacat dirigent socialista i un dels primers regidors del Partit Socialista Obrer Espanyol (PSOE) a Biscaia; igualment, és el pare de Nicolás Redondo Terreros, exdirigent del PSE-EE.
Obrer metal·lúrgic, es va afiliar al PSOE i a la UGT en 1945. Va ser detingut i processat per la dictadura del general Franco en nombroses ocasions a causa de les seves activitats polítiques i sindicals. En 1967 va ser detingut al costat dels històrics Ramón Rubial i Eduardo López Albizu i bandejat a Las Hurdes.
Després del Congrés del PSOE d'agost de 1972, que destitueix al secretari general Rodolfo Llopis, es converteix en membre de la direcció col·legiada del PSOE Renovat. Davant el Congrés de Suresnes de 1974, refusa l'oferiment per presentar la seva candidatura al càrrec de primer secretari, arribant a un pacte amb el sevillà Felipe González perquè aquest accedís al càrrec.
El 18 d'abril de 1976 va ser escollit secretari general de la Unió General de Treballadors (UGT) en el XXX Congrés de la central sindical socialista. Prèviament, havia exercit, des de 1971, el càrrec de secretari polític, predecessor del de secretari general.
Va ser elegit diputat del PSOE per Biscaia a les eleccions de eleccions generals espanyoles de 1977, 1979, 1982 i 1986. En 1987 va renunciar al seu escó per mostrar el seu desacord amb la política laboral i social del govern de Felipe González, després de votar en contra dels Pressupostos Generals de l'Estat per 1988. Va convocar al costat de Comissions Obreres (CCOO) la vaga general del 14 de desembre de 1988, amb un èxit aclaparador. També va convocar al costat de CCOO dues vagues generals més durant el govern socialista, al juny de 1992 i gener de 1994.
El 10 d'abril de 1994, en el 36è Congrés, va deixar pas a Cándido Méndez com a secretari general de la UGT, retirant-se de tota activitat política i sindical.

## Distincions honorífiques
- Doctor Honoris causa per la Universitat Politècnica de València (2001).[5]
- Doctor Honoris Causa per la Universitat de Cadis (2008).[6]
- Cavaller Gran Creu de la Orde del Dos de Maig (2010).
- Legió d'Honor francesa.[7]

## Articles
- UGT, negociación y huelga (1979)
- Por una política de solidaridad (1983)
- Algunas reflexiones sobre el Primero de Mayo (1989)
- Las razones (1994)
- Las señas de identidad del socialismo (1995)
- Puntualización (2002)
- Aclaración de Nicolás Redondo (2002)